# سامانه بازدارنده سرعت

نگارهٔ استاندارد سامانهٔ نگهدارنده سرعت

سامانه نگهدارنده سرعت یا کروز کنترل (انگلیسی: Cruise control) سامانه‌ای خودکار برای مهار سرعت در وسایل نقلیهٔ موتوری است. این سامانه یک خودمهار کاری است که با کنترل جریان سوخت مایهٔ پایداری سرعتی می‌شود که راننده تنظیم می‌کند.
کروز کنترل شامل سه دکمه‌ی set و cancel و resume است که قابلیت کروز را کنترل می‌کند. با فشردن پدال ترمز کروز خاموش می‌شود.

## مزایا و معایب
استفاده از کروز کنترل دارای مزایا و معایبی است که از این میان می‌توان به موارد زیر اشاره نمود:
- کروز کنترل برای رانندگی در مسیرهای طولانی مدت مفید است. این به کاهش خستگی راننده در بزرگراه‌ها و جاده‌های کم تردد کمک می‌کند.[۲] اصولا‍ً کروز کنترل بایستی در مسیرهای خلوت و امن بکار برده شود تا قدرت کنش‌گری راننده کاهش نیابد.[۳]

- کروز کنترل برای جلوگیری از نقض محدودیت سرعت نیز می‌تواند سودمند باشد. این سبب می‌شود که راننده به اشتباه از محدوده سرعت تجاوز نکند.

- همچنین کروز کنترل در جهت افزایش بهره‌وری و کاهش مصرف سوخت نیز دارای مزیت است.[۴]

استفاده نادرست و نابجا از کروز کنترل می‌تواند قدرت کنترل راننده در حین رانندگی را کاهش داده و سبب ایجاد تصادف شود. این عوامل عبارتند از:
- شرایط نامساعد جوی[۵]

- میادین یا دیگر عوارض جاده‌ای که نیاز به کاهش سرعت دارند.

- مسیرهای ناهموار روی کنترل راننده در هنگام استفاده از کروز کنترل تأثیر منفی می‌گذارد.

- تمرکز راننده را به هنگام رانندگی کاهش می‌دهد که ممکن است سبب بروز حادثه شود.

- خطر SUA (شتاب ناگهانی ناخواسته) و حوادث احتمالی آن.

- راننده در هنگام استفاده از کروز کنترل ممکن است درک فضایی خود را از دست بدهد و در ترافیک به جای استفاده از ترمز پدال گاز را فشار دهد.